# Statistiche e record di Jimmy Connors

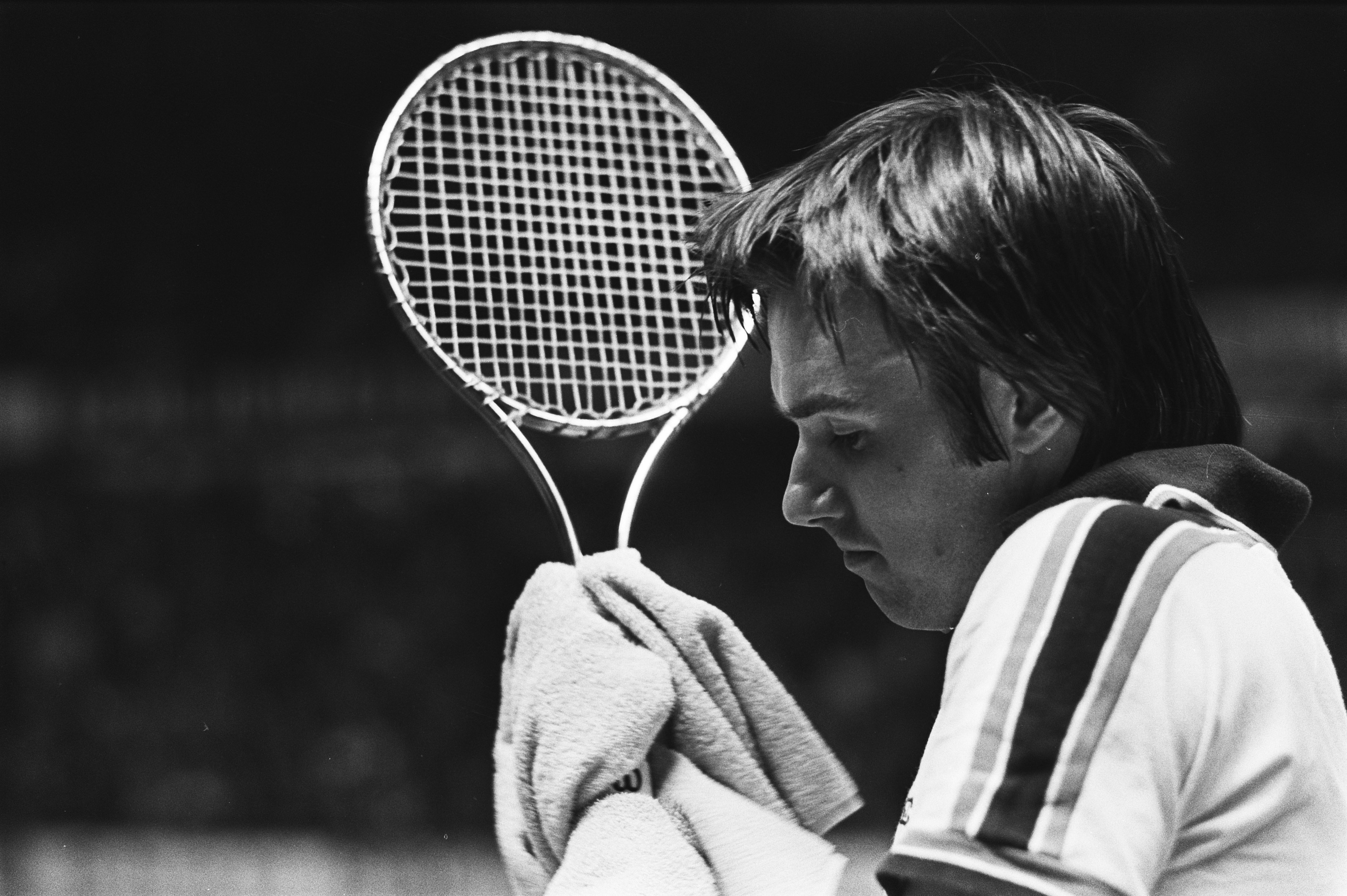
Jimmy Connors è stato per 268 settimane numero uno del mondo, per 160 consecutivamente

In questa pagina sono riportate le statistiche e i record realizzati da Jimmy Connors durante la sua carriera tennistica.

## Statistiche

### Singolare

#### Grande Slam

##### Vinte (8)
| Anno | Torneo          | Avversario in finale | Punteggio in finale     |
| 1974 | Australian Open | Phil Dent            | 7-6, 6-4, 4-6, 6-3      |
| 1974 | Wimbledon       | Ken Rosewall         | 6-1, 6-1, 6-4           |
| 1974 | US Open         | Ken Rosewall         | 6-1, 6-0, 6-1           |
| 1976 | U.S. Open (2)   | Björn Borg           | 6-4, 3-6, 7-6, 6-4      |
| 1978 | U.S. Open (3)   | Björn Borg           | 6-4, 6-2, 6-2           |
| 1982 | Wimbledon (2)   | John McEnroe         | 3-6, 6-3, 6-7, 7-6, 6-4 |
| 1982 | U.S. Open (4)   | Ivan Lendl           | 6-3, 6-2, 4-6, 6-4      |
| 1983 | U.S. Open (5)   | Ivan Lendl           | 6-3, 6-7, 7-5, 6-0      |

##### Sconfitte (7)
| Anno | Torneo          | Avversario in finale | Punteggio in finale     |
| 1975 | Australian Open | John Newcombe        | 7–5, 3–6, 6–4, 7–5      |
| 1975 | Wimbledon       | Arthur Ashe          | 6–1, 6–1, 5–7, 6–4      |
| 1975 | US Open         | Manuel Orantes       | 6–4, 6–3, 6–3           |
| 1977 | Wimbledon (2)   | Björn Borg           | 3–6, 6–2, 6–1, 5–7, 6–4 |
| 1977 | US Open (2)     | Guillermo Vilas      | 2–6, 6–3, 7–5, 6–0      |
| 1978 | Wimbledon (3)   | Björn Borg           | 6–2, 6–2, 6–3           |
| 1984 | Wimbledon (4)   | John McEnroe         | 6–1, 6–1, 6–2           |

#### Tutti i titoli
Legenda
| Finals |

##### Titoli vinti (109)
| No.  | Data              | Torneo                                            | Superficie       | Avversario in finale | Punteggio                    | Circuito          |
| ---- | ----------------- | ------------------------------------------------- | ---------------- | -------------------- | ---------------------------- | ----------------- |
| 1.   | 16 gennaio 1972   | Jacksonville Open, Jacksonville                   | Sintetico indoor | Clark Graebner       | 7-5 6-4                      | Riordan           |
| 2.   | 23 gennaio 1972   | Roanoke International Tennis, Roanoke             | Sintetico indoor | Vladimír Zedník      | 6–3, 6–3, 7–6                | Riordan           |
| 3.   | 24 giugno 1972    | Queen's Club Championships, Londra                | Erba             | John Paish           | 6-2, 6-3                     | ATP               |
| 4.   | 23 luglio 1972    | Columbus Open, Columbus                           | Cemento          | Andrew Pattison      | 7-5 6-3 7-5                  | Grand Prix        |
| 5.   | 6 agosto 1972     | Cincinnati Open, Cincinnati                       | Terra verde      | Guillermo Vilas      | 6-3 6-3                      | Grand Prix        |
| 6.   | 1º ottobre 1972   | Pacific Coast Championships, Albany               | Sintetico indoor | Roscoe Tanner        | 6-2 7-6                      | Grand Prix        |
| 7.   | 7 gennaio 1973    | Baltimore Open, Baltimora                         | Sintetico indoor | Sandy Mayer          | 6-4, 7-5                     | Riordan           |
| 8.   | 21 gennaio 1973   | Roanoke International Tennis, Roanoke             | Sintetico indoor | Ian Fletcher         | 6-2, 6-3                     | Riordan           |
| 9.   | 11 febbraio 1973  | Salt Lake City Open, Salt Lake City               | Sintetico indoor | Paul Gerken          | 6-1, 6-2                     | Riordan           |
| 10.  | 25 febbraio 1973  | U.S. Indoor National Championships, Salisbury     | Sintetico indoor | Karl Meiler          | 6-2, 4-6, 7-6(0) 7-6(2), 6-3 | Riordan           |
| 11.  | 3 marzo 1973      | Hampton Open, Hampton                             | Sintetico indoor | Ilie Năstase         | 4-6, 6-3, 7-5, 6-3           | Riordan           |
| 12.  | 10 marzo 1973     | Paramus Indoor, Paramus                           | Sintetico indoor | Clark Graebner       | 6-1, 6-2                     | Riordan           |
| 13.  | 23 luglio 1973    | U.S. Pro Tennis Championships, Boston             | Cemento          | Arthur Ashe          | 6-3, 4-6, 6-4, 3-6, 6-2      | Grand Prix        |
| 14.  | 5 agosto 1973     | Columbus Open, Columbus                           | Cemento          | Charlie Pasarell     | 3-6 6-3 6-3                  | Grand Prix        |
| 15.  | 23 settembre 1973 | Los Angeles Open, Los Angeles                     | Cemento          | Tom Okker            | 7-5 7-6                      | Grand Prix        |
| 16.  | 7 ottobre 1973    | Quebec Open, Québec                               | Sintetico indoor | Marty Riessen        | 6–1, 6–4, 6–7, 6–0           | Grand Prix        |
| 17.  | 27 novembre 1973  | South African Open, Johannesburg                  | Cemento          | Arthur Ashe          | 6-4 7-6 6-3                  | Grand Prix        |
| 18.  | 1º gennaio 1974   | Australian Open, Melbourne                        | Erba             | Phil Dent            | 7–6(7), 6–4, 4–6, 6–3        | Grand Prix        |
| 19.  | 20 gennaio 1974   | Roanoke International Tennis, Roanoke             | Sintetico indoor | Karl Meiler          | 6-4-, 6-3                    | Riordan           |
| 20.  | 10 febbraio 1974  | Little Rock Open, Little Rock                     | Sintetico indoor | Karl Meiler          | 6-0, 7-6(3)                  | Riordan           |
| 21.  | 17 febbraio 1974  | ATP Birmingham, Birmingham                        | Sintetico indoor | Sandy Mayer          | 6-4, 6-0                     | Riordan           |
| 22.  | 24 febbraio 1974  | U.S. Indoor National Championships, Salisbury     | Sintetico indoor | Frew McMillan        | 6-4, 7-5, 6-3                | Riordan           |
| 23.  | 10 marzo 1974     | Hampton Open, Hampton                             | Sintetico indoor | Ilie Năstase         | 6-4, 7-5                     | Riordan           |
| 24.  | 24 marzo 1974     | Salt Lake City Open, Salt Lake City               | Sintetico indoor | Vitas Gerulaitis     | 6-3, 6-3                     | Riordan           |
| 25.  | 2 aprile 1974     | Tempe Open, Tempe                                 | Cemento          | Vijay Amritraj       | 6-1, 6-2                     | Riordan           |
| 26.  | 8 giugno 1974     | Manchester Open, Manchester                       | Erba             | Mike Collins         | 13-11 6-2                    | ATP               |
| 27.  | 6 luglio 1974     | Torneo di Wimbledon, Wimbledon                    | Erba             | Ken Rosewall         | 6–1 6–1 6–4                  | Grand Prix        |
| 28.  | 11 agosto 1974    | U.S. Men's Clay Court Championships, Indianapolis | Terra verde      | Björn Borg           | 5-7 6-3 6-4                  | Grand Prix        |
| 29.  | 8 settembre 1974  | US Open, New York                                 | Erba             | Ken Rosewall         | 6-1 6-0 6-1                  | Grand Prix        |
| 30.  | 23 settembre 1974 | Los Angeles Open, Los Angeles                     | Cemento          | Harold Solomon       | 6-3 6-1                      | Grand Prix        |
| 31.  | 16 novembre 1974  | Dewar Cup, Londra                                 | Sintetico indoor | Brian Gottfried      | 6-2 7-6                      | Grand Prix        |
| 32.  | 26 novembre 1974  | South African Open, Johannesburg                  | Cemento          | Arthur Ashe          | 7-6 6-3 6-1                  | Grand Prix        |
| 33.  | 18 gennaio 1975   | Bahamas International, Nassau                     | Cemento          | Karl Meiler          | 6-0 6-2                      | Riordan           |
| 34.  | 26 gennaio 1975   | ATP Birmingham, Birmingham                        | Sintetico indoor | Billy Martin         | 6–4, 6–3                     | Riordan           |
| 35.  | 16 febbraio 1975  | U.S. Indoor National Championships, Salisbury     | Sintetico indoor | Vitas Gerulaitis     | 5-7 7-5 6-1                  | Riordan           |
| 36.  | febbraio 1975     | Boca West International, Boca Raton               | Cemento          | Jürgen Fassbender    | 6-4, 6-2                     | Riordan           |
| 37.  | 16 marzo 1975     | Hampton Open, Hampton                             | Sintetico indoor | Jan Kodeš            | 7-6, 6-0                     | Riordan           |
| 38.  | 20 aprile 1975    | Denver Open, Denver                               | Sintetico indoor | Brian Gottfried      | 6-3 6-4                      | WCT               |
| 39.  | 10 agosto 1975    | ATP Volvo International, North Conway             | Terra rossa      | Ken Rosewall         | 6-2 6-2                      | Grand Prix        |
| 40.  | 18 settembre 1975 | Bermuda Open, Hamilton                            | Terra verde      | Vitas Gerulaitis     | 6-1, 6-4                     | ATP               |
| 41.  | 5 ottobre 1975    | Hawaiian Open, Maui                               | Cemento          | Sandy Mayer          | 6-1 6-0                      | Grand Prix        |
| 42.  | 25 gennaio 1976   | ATP Birmingham, Birmingham                        | Sintetico indoor | Roscoe Tanner        | 6-4 3-6 6-1                  | Riordan           |
| 43.  | 1º febbraio 1976  | U.S. Pro Indoor, Filadelfia                       | Sintetico indoor | Björn Borg           | 7-6 6-4 6-0                  | Grand Prix/WCT    |
| 44.  | 14 marzo 1976     | Hampton Grand Prix, Hampton                       | Sintetico indoor | Ilie Năstase         | 6-2 6-2 6-2                  | Grand Prix        |
| 45.  | 28 marzo 1976     | Rancho Mirage Tennis Games, Palm Springs          | Cemento          | Roscoe Tanner        | 6-4 6-4                      | ATP               |
| 46.  | 25 aprile 1976    | Denver Open, Denver                               | Sintetico indoor | Ross Case            | 7-6 6-2                      | WCT               |
| 47.  | 16 maggio 1976    | Alan King Tennis Classic, Las Vegas               | Cemento          | Ken Rosewall         | 6-1 6-3                      | ATP               |
| 48.  | 26 luglio 1976    | Washington Open, Washington                       | Terra verde      | Raúl Ramírez         | 6-2 6-4                      | Grand Prix        |
| 49.  | 8 agosto 1976     | ATP Volvo International, North Conway             | Terra rossa      | Raúl Ramírez         | 7-6 4-6 6-3                  | Grand Prix        |
| 50.  | 16 agosto 1976    | U.S. Men's Clay Court Championships, Indianapolis | Terra verde      | Wojciech Fibak       | 6-2 6-4                      | Grand Prix        |
| 51.  | 12 settembre 1976 | US Open, New York                                 | Terra verde      | Björn Borg           | 6–4, 3–6, 7–6(9), 6–4        | Grand Prix        |
| 52.  | 7 novembre 1976   | Cologne Grand Prix, Colonia                       | Sintetico indoor | Frew McMillan        | 6-2 6-3                      | Grand Prix        |
| 53.  | 21 novembre 1976  | Wembley Championship, Wembley                     | Sintetico indoor | Roscoe Tanner        | 3-6 7-6 6-4                  | Grand Prix        |
| 54.  | 16 gennaio 1977   | ATP Birmingham, Birmingham                        | Sintetico indoor | Bill Scanlon         | 6-3 6-3                      | WCT               |
| 55.  | 20 marzo 1977     | St. Louis WCT, St. Louis                          | Sintetico indoor | John Alexander       | 7-6 6-2                      | WCT               |
| 56.  | 1º maggio 1977    | Alan King Tennis Classic, Las Vegas               | Cemento          | Raúl Ramírez         | 6-4 5-7 6-2                  | ATP               |
| 57.  | 15 maggio 1977    | WCT Finals, Dallas                                | Sintetico indoor | Dick Stockton        | 6–7, 6–1, 6–4, 6–3           | WCT               |
| 58.  | 9 ottobre 1977    | Hawaiian Open, Maui                               | Cemento          | Brian Gottfried      | 6-2 6-0                      | Grand Prix        |
| 59.  | 23 ottobre 1977   | Australian Indoor Championships, Sydney           | Cemento indoor   | Ken Rosewall         | 7-5 6-4 6-2                  | Grand Prix        |
| 60.  | 20 novembre 1977  | WCT Challenge Cup, Las Vegas                      | Sintetico indoor | Roscoe Tanner        | 6–2, 5–6, 3–6, 6–2, 6–5      | WCT Special Event |
| 61.  | 8 gennaio 1978    | Colgate-Palmolive Masters, New York               | Sintetico indoor | Björn Borg           | 6-4 1-6 6-4                  | Grand Prix        |
| 62.  | 29 gennaio 1978   | U.S. Pro Indoor, Filadelfia                       | Sintetico indoor | Roscoe Tanner        | 6-2 6-4 6-3                  | Grand Prix        |
| 63.  | 26 febbraio 1978  | Denver Open, Denver                               | Sintetico indoor | Stan Smith           | 6-2 7-6                      | Grand Prix        |
| 64.  | 5 marzo 1978      | U.S. Indoor National Championships, Memphis       | Sintetico indoor | Tim Gullikson        | 7-6 6-3                      | Grand Prix        |
| 65.  | 9 aprile 1978     | ABN AMRO World Tennis Tournament, Rotterdam       | Sintetico indoor | Raúl Ramírez         | 7-5 7-5                      | Grand Prix        |
| 66.  | 18 giugno 1978    | Birmingham Open, Birmingham                       | Erba             | Raúl Ramírez         | 6-3 6-1 6-2                  | Grand Prix        |
| 67.  | 23 luglio 1978    | Washington Open, Washington                       | Terra verde      | Eddie Dibbs          | 7-5 7-5                      | Grand Prix        |
| 68.  | 13 agosto 1978    | U.S. Men's Clay Court Championships, Indianapolis | Terra verde      | José Higueras        | 7-5 6-1                      | Grand Prix        |
| 69.  | 20 agosto 1978    | Stowe Open, Stowe                                 | Cemento          | Tim Gullikson        | 6-2 6-3                      | Grand Prix        |
| 70.  | 10 settembre 1978 | US Open, New York                                 | Cemento          | Björn Borg           | 6-4 6-2 6-2                  | Grand Prix        |
| 71.  | 22 ottobre 1978   | Australian Indoor Championships, Sydney           | Cemento indoor   | Geoff Masters        | 6-0 6-0 6-4                  | Grand Prix        |
| 72.  | 21 gennaio 1979   | ATP Birmingham, Birmingham                        | Sintetico indoor | Eddie Dibbs          | 6-2 3-6 7-5                  | Grand Prix        |
| 73.  | 28 gennaio 1979   | U.S. Pro Indoor, Filadelfia                       | Sintetico indoor | Arthur Ashe          | 6-3 6-4 6-1                  | Grand Prix        |
| 74.  | 25 febbraio 1979  | WCT Tournament of Champions, Dorado               | Cemento          | Vitas Gerulaitis     | 6–5, 6–0, 6–4                | WCT Special Event |
| 75.  | 4 marzo 1979      | U.S. Indoor National Championships, Memphis       | Sintetico indoor | Arthur Ashe          | 6-4 5-7 6-3                  | Grand Prix        |
| 76.  | 15 aprile 1979    | ATP Tulsa, Tulsa                                  | Cemento          | Eddie Dibbs          | 6-7 7-5 6-1                  | Grand Prix        |
| 77.  | 12 agosto 1979    | U.S. Men's Clay Court Championships, Indianapolis | Terra verde      | Guillermo Vilas      | 6-1 2-6 6-4                  | Grand Prix        |
| 78.  | 19 agosto 1979    | Stowe Open, Stowe                                 | Cemento          | Mike Cahill          | 6-0 6-1                      | Grand Prix        |
| 79.  | 11 novembre 1979  | Hong Kong Open, Hong Kong                         | Cemento          | Pat Du Pré           | 7-5 6-3 6-1                  | Grand Prix        |
| 80.  | 20 gennaio 1980   | ATP Birmingham, Birmingham                        | Sintetico indoor | Eliot Teltscher      | 6-3 6-2                      | Grand Prix        |
| 81.  | 27 gennaio 1980   | U.S. Pro Indoor, Filadelfia                       | Sintetico indoor | John McEnroe         | 6–3, 2–6, 6–3, 3–6, 6–4      | Grand Prix        |
| 82.  | 4 maggio 1980     | WCT Finals, Dallas                                | Sintetico indoor | John McEnroe         | 2–6, 7–6, 6–1, 6–2           | Grand Prix        |
| 83.  | 3 agosto 1980     | ATP Volvo International, North Conway             | Terra rossa      | Eddie Dibbs          | 6-3 5-7 6-1                  | Grand Prix        |
| 84.  | 19 ottobre 1980   | Guangzhou Open, Canton                            | Sintetico indoor | Eliot Teltscher      | 6-2 6-4                      | Grand Prix        |
| 85.  | 2 novembre 1980   | Tokyo Indoor, Tokyo                               | Sintetico indoor | Tom Gullikson        | 6-1 6-2                      | Grand Prix        |
| 86.  | 22 febbraio 1981  | Grand Marnier Tennis Games, La Quinta             | Cemento          | Ivan Lendl           | 6-3 7-6                      | Grand Prix        |
| 87.  | 15 marzo 1981     | Brussels Indoor, Bruxelles                        | Sintetico indoor | Brian Gottfried      | 6-2 6-4 6-3                  | Grand Prix        |
| 88.  | 22 marzo 1981     | ABN AMRO World Tennis Tournament, Rotterdam       | Sintetico indoor | Gene Mayer           | 6-1 2-6 6-2                  | Grand Prix        |
| 89.  | 15 novembre 1981  | Wembley Championship, Wembley                     | Sintetico indoor | John McEnroe         | 3-6, 2-6, 6-3, 6-4, 6-2      | Grand Prix        |
| 90.  | 28 febbraio 1982  | Monterrey Grand Prix, Monterrey                   | Sintetico indoor | Johan Kriek          | 6-2 3-6 6-3                  | Grand Prix        |
| 91.  | 18 aprile 1982    | Los Angeles Open, Los Angeles                     | Cemento          | Mel Purcell          | 6-2 6-1                      | Grand Prix        |
| 92.  | 25 aprile 1982    | Alan King Tennis Classic, Las Vegas               | Cemento          | Gene Mayer           | 5–2 ritiro                   | Grand Prix        |
| 93.  | 13 giugno 1982    | Queen's Club Championships, Londra                | Erba             | John McEnroe         | 7-5 6-3                      | Grand Prix        |
| 94.  | 4 luglio 1982     | Torneo di Wimbledon, Wimbledon                    | Erba             | John McEnroe         | 3–6 6–3 6–7(2) 7–6(5) 6–4    | Grand Prix        |
| 95.  | 8 agosto 1982     | Columbus Open, Columbus                           | Cemento          | Brian Gottfried      | 7-5 6-0                      | Grand Prix        |
| 96.  | 12 settembre 1982 | US Open, New York                                 | Cemento          | Ivan Lendl           | 6-3 6-2 4-6 6-4              | Grand Prix        |
| 97.  | 14 febbraio 1983  | U.S. Indoor National Championships, Memphis       | Sintetico indoor | Gene Mayer           | 7-5 6-0                      | Grand Prix        |
| 98.  | 24 aprile 1983    | Alan King Tennis Classic, Las Vegas               | Cemento          | Mark Edmondson       | 7-6 6-1                      | Grand Prix        |
| 99.  | 12 giugno 1983    | Queen's Club Championships, Londra                | Erba             | John McEnroe         | 6-3 6-3                      | Grand Prix        |
| 100. | 11 settembre 1983 | US Open, New York                                 | Cemento          | Ivan Lendl           | 6–3, 6–7(2), 7–5, 6–0        | Grand Prix        |
| 101. | 12 febbraio 1984  | U.S. Indoor National Championships, Memphis       | Sintetico indoor | Henri Leconte        | 6-3 4-6 7-5                  | Grand Prix        |
| 102. | 19 febbraio 1984  | Rancho Mirage Classic, La Quinta                  | Cemento          | Yannick Noah         | 6-2 6-7 6-3                  | Grand Prix        |
| 103. | 1º aprile 1984    | Boca West Open, Boca West                         | Cemento          | Johan Kriek          | 7-5 6-4                      | Grand Prix        |
| 104. | 16 settembre 1984 | Los Angeles Open, Los Angeles                     | Cemento          | Eliot Teltscher      | 6-4 4-6 6-4                  | Grand Prix        |
| 105. | 21 ottobre 1984   | Tokyo Indoor, Tokyo                               | Sintetico indoor | Ivan Lendl           | 6-4 3-6 6-0                  | Grand Prix        |
| 106. | 25 luglio 1988    | Sovran Bank Classic, Washington                   | Cemento          | Andrés Gómez         | 6-1 6-4                      | Grand Prix        |
| 107. | 16 ottobre 1988   | Grand Prix de Tennis de Toulouse, Tolosa          | Sintetico indoor | Andrej Česnokov      | 6-2 6-0                      | Grand Prix        |
| 108. | 15 ottobre 1989   | Grand Prix de Tennis de Toulouse, Tolosa          | Sintetico indoor | John McEnroe         | 6-3 6-3                      | Grand Prix        |
| 109. | 22 ottobre 1989   | Tel Aviv Open, Tel Aviv                           | Cemento          | Gilad Bloom          | 2-6 6-2 6-1                  | Grand Prix        |

##### Finali (55, di cui 52 perse e 3 non terminate)
Le finali non terminate sono:
1976 14-20 giugno Nottingham John Player - Ilie Năstase 6-2, 4-6, 1-1
1981 13-20 aprile Monte-Carlo Volvo Open - Guillermo Vilas 5-5
1984 12-18 marzo Rotterdam ABN World Tennis - Ivan Lendl 0-6, 0-1
| No. | Data              | Torneo                                            | Superficie       | Avversario in finale | Punteggio                     | Circuito   |
| --- | ----------------- | ------------------------------------------------- | ---------------- | -------------------- | ----------------------------- | ---------- |
| 1.  | 1º agosto 1971    | Columbus Open, Columbus                           | Cemento          | Tom Gorman           | 6–7, 7–6, 4–6, 7–6, 6–3       | Grand Prix |
| 2.  | 26 settembre 1971 | Pacific Southwest Championships, Los Angeles      | Cemento          | Pancho Gonzales      | 3-6 6-3 6-3                   | Grand Prix |
| 3.  | 15 gennaio 1972   | Baltimore Open, Baltimora                         | Sintetico indoor | Ilie Năstase         | 1-6, 6-4, 7-6                 | Riordan    |
| 4.  | 18 marzo 1972     | Washington Indoor, Washington                     | Sintetico indoor | Stan Smith           | 4–6, 6–1, 6–3, 4–6, 6–1       | Grand Prix |
| 5.  | 13 agosto 1972    | U.S. Men's Clay Court Championships, Indianapolis | Terra rossa      | Bob Hewitt           | 7-6 6-1 6-2                   | Grand Prix |
| 6.  | 30 gennaio 1973   | Omaha Open, Omaha                                 | Sintetico indoor | Ilie Năstase         | 5-0, ritiro                   | Riordan    |
| 7.  | 29 luglio 1973    | ATP Volvo International, Bretton Woods            | Terra rossa      | Vijay Amritraj       | 7-5 2-6 7-5                   | Grand Prix |
| 8.  | 19 marzo 1973     | Washington Indoors, Washington                    | Sintetico indoor | Ilie Năstase         | 4-6 6-4 6-2 5-7 6-2           | Riordan    |
| 9.  | 2 febbraio 1974   | Omaha Open, Omaha                                 | Sintetico indoor | Karl Meiler          | 6-3, 1-6, 6-1                 | Riordan    |
| 10. | 31 agosto 1974    | South Orange Open, South Orange                   | Cemento          | Alex Metreveli       | walkover                      | Grand Prix |
| 11. | 1º gennaio 1975   | Australian Open, Melbourne                        | Erba             | John Newcombe        | 7-5 3-6 6-4 7-5               | Grand Prix |
| 12. | 23 marzo 1975     | IPA NY Tennis Championships, New York             | Sintetico Indoor | Vitas Gerulaitis     | walkover                      | Riordan    |
| 13. | 5 luglio 1975     | Torneo di Wimbledon, Wimbledon                    | Erba             | Arthur Ashe          | 6–1 6–1 5–7 6–4               | Grand Prix |
| 14. | 5 luglio 1975     | US Open, New York                                 | Terra verde      | Manuel Orantes       | 6–4 6–3 6–4                   | Grand Prix |
| 15. | 12 novembre 1975  | Stockholm Open, Stoccolma                         | Cemento indoor   | Adriano Panatta      | 4-6 6-3 7-5                   | Grand Prix |
| 16. | 21 novembre 1975  | Dewar Cup, Londra                                 | Sintetico indoor | Eddie Dibbs          | 1-6 6-1 7-5                   | Grand Prix |
| 17. | 20 febbraio 1976  | U.S. Indoor National Championships, Salisbury     | Sintetico indoor | Ilie Năstase         | 6-2 6-3 7-6                   | Riordan    |
| 18. | 22 marzo 1976     | La Costa Open, La Costa                           | Cemento          | Ilie Năstase         | 4-6 6-0 6-1                   | Riordan    |
| 19. | 21 giugno 1976    | Nottingham John Player, Nottingham                | Erba             | Ilie Năstase         | 6–2, 4–6, 1–1 (non terminata) | Grand Prix |
| 20. | 17 aprile 1977    | WCT Challenge Cup, Las Vegas                      | Cemento          | Ilie Năstase         | 3–6, 7–6, 6–4, 7–5            | WCT        |
| 21. | 30 gennaio 1977   | U.S. Pro Indoor, Filadelfia                       | Sintetico indoor | Dick Stockton        | 3–6, 6–4, 3–6, 6–1, 6–2       | WCT        |
| 22. | 22 febbraio 1977  | Toronto Indoor, Toronto                           | Sintetico indoor | Dick Stockton        | 5-6 ritiro                    | WCT        |
| 23. | 2 luglio 1977     | Torneo di Wimbledon, Wimbledon                    | Erba             | Björn Borg           | 3-6 6-2 6-1 5-7 6-4           | Grand Prix |
| 24. | 13 luglio 1977    | Pepsi Grand Slam, Boca Raton                      | Terra rossa      | Björn Borg           | 6-4 5-7 6-3                   | ATP        |
| 25. | 14 agosto 1977    | U.S. Men's Clay Court Championships, Indianapolis | Terra rossa      | Manuel Orantes       | 6-1 6-3                       | Grand Prix |
| 26. | 10 settembre 1977 | US Open, New York                                 | Terra verde      | Guillermo Vilas      | 2–6 6–3 7–6(4) 6–0            | Grand Prix |
| 27. | 22 gennaio 1978   | Pepsi Grand Slam, Boca Raton                      | Terra rossa      | Björn Borg           | 7-6 3-6 6-1                   | ATP        |
| 28. | 2 luglio 1977     | Torneo di Wimbledon, Wimbledon                    | Erba             | Björn Borg           | 6-2 6-2 6-3                   | Grand Prix |
| 29. | 12 febbraio 1979  | Pepsi Grand Slam, Boca Raton                      | Terra rossa      | Björn Borg           | 6-2 6-3                       | ATP        |
| 30. | 29 aprile 1979    | Alan King Tennis Classic, Las Vegas               | Cemento          | Björn Borg           | 6-3 6-2                       | Grand Prix |
| 31. | 6 novembre 1979   | Tokyo Indoor, Tokyo                               | Sintetico indoor | Björn Borg           | 6-2 6-2                       | Grand Prix |
| 32. | 10 dicembre 1979  | WCT Challenge Cup, Montréal                       | Sintetico indoor | Björn Borg           | 6–4, 6–2, 2–6, 6–4            | Grand Prix |
| 33. | 2 marzo 1980      | U.S. Indoor National Championships, Memphis       | Sintetico indoor | John McEnroe         | 7-6 7-6                       | Grand Prix |
| 34. | 16 marzo 1980     | Costarica Open, San Jose                          | Cemento          | José Luis Clerc      | 4-6 2-6 ritiro                | Grand Prix |
| 35. | 19 aprile 1981    | Monte Carlo Open, Monte Carlo                     | Terra rossa      | Guillermo Vilas      | 5-5 (non terminata)           | Grand Prix |
| 36. | 17 maggio 1981    | ATP German Open, Amburgo                          | Terra rossa      | Peter McNamara       | 7-6 6-1 4-6 6-4               | Grand Prix |
| 37. | 31 gennaio 1982   | U.S. Pro Indoor, Filadelfia                       | Sintetico indoor | John McEnroe         | 6-3 6-3 6-1                   | Grand Prix |
| 38. | 21 marzo 1982     | ABN AMRO World Tennis Tournament, Rotterdam       | Sintetico indoor | Guillermo Vilas      | 0-6 6-2 6-4                   | Grand Prix |
| 39. | 28 marzo 1982     | Milan Indoor, Milano                              | Sintetico indoor | Guillermo Vilas      | 6-3 6-3                       | Grand Prix |
| 40. | 26 settembre 1982 | Pacific Coast Championships, San Francisco        | Sintetico indoor | John McEnroe         | 6-1 6-3                       | Grand Prix |
| 41. | 13 novembre 1983  | Wembley Championship, Wembley                     | Sintetico indoor | John McEnroe         | 7-5 6-1 6-4                   | Grand Prix |
| 42. | 29 aprile 1984    | WCT Finals, Dallas                                | Sintetico indoor | John McEnroe         | 6-1 6-2 6-3                   | WCT        |
| 43. | 8 luglio 1984     | Torneo di Wimbledon, Wimbledon                    | Erba             | John McEnroe         | 3–6, 6–3, 6–7(2), 7–6(5), 6–4 | Grand Prix |
| 44. | 18 marzo 1984     | ABN AMRO World Tennis Tournament, Rotterdam       | Sintetico indoor | Ivan Lendl           | 6–0, 1–0 (non terminata)      | Grand Prix |
| 45. | 1º aprile 1985    | Paine Webber Classic, Fort Myers                  | Cemento          | Ivan Lendl           | 6-3 6-2                       | Grand Prix |
| 46. | 7 aprile 1985     | Chicago Grand Prix, Chicago                       | Sintetico indoor | John McEnroe         | walkover                      | Grand Prix |
| 47. | 24 marzo 1986     | Paine Webber Classic, Fort Myers                  | Cemento          | Ivan Lendl           | 6-2 6-0                       | Grand Prix |
| 48. | 16 giugno 1986    | Queen's Club Championships, Londra                | Erba             | Tim Mayotte          | 6-4 2-1 ritiro                | Grand Prix |
| 49. | 24 agosto 1986    | Cincinnati Open, Cincinnati                       | Cemento          | Mats Wilander        | 6-4 6-1                       | Grand Prix |
| 50. | 28 settembre 1986 | Pacific Coast Championships, San Francisco        | Sintetico indoor | John McEnroe         | 7-6 6-3                       | Grand Prix |
| 51. | 15 febbraio 1987  | Volvo U.S. National Indoor, Memphis               | Cemento indoor   | Stefan Edberg        | 6-3 2-1 ritiro                | Grand Prix |
| 52. | 22 marzo 1987     | Verizon Tennis Challenge, Orlando                 | Terra rossa      | Christo van Rensburg | 6-3 3-6 6-1                   | Grand Prix |
| 53. | 15 giugno 1987    | Queen's Club Championships, Londra                | Erba             | Boris Becker         | 6-7 6-3 6-4                   | Grand Prix |
| 54. | 21 febbraio 1988  | Milan Indoor, Milano                              | Sintetico indoor | Yannick Noah         | 4-4 ritiro                    | Grand Prix |
| 55. | 28 marzo 1988     | Lipton International Players Championships, Miami | Cemento          | Mats Wilander        | 6-4 4-6 6-4 6-4               | Grand Prix |

### Titoli non ATP

#### Tornei con almeno 8 partecipanti (24)
| Numero | Anno              | Torneo                                            | Superficie       | Avversario in finale | Punteggio           |
| ------ | ----------------- | ------------------------------------------------- | ---------------- | -------------------- | ------------------- |
| 1.     | 20 agosto 1972    | Ocean City Pines International Tennis, Ocean City | Cemento          | Herb Fitzgibbon      | 6-3 6-2             |
| 2.     | 10 giugno 1978    | Kent Championships, Beckenham                     | Erba             | Stan Smith           | 9-8 6-3             |
| 3.     | 26 novembre 1978  | Gunze Invitational, Tokyo                         | Sintetico indoor | Ilie Năstase         | 6-2 6-4             |
| 4.     | 8 dicembre 1978   | Lucerne Invitational, Lucerna                     | Sintetico indoor | Tom Okker            | 6–1 6–1             |
| 5.     | 30 settembre 1979 | Boqueron International, Asunción                  | Terra rossa      | Guillermo Vilas      | 7-5 6-3             |
| 6.     | 18 maggio 1980    | Louisville International Classic, Louisville      | Terra rossa      | Eddie Dibbs          | 6–2 6–3             |
| 7.     | 10 agosto 1980    | Frejus Round Robin Tournament, Fréjus             | Cemento          | Roscoe Tanner        | 6-0 6-7 6-4         |
| 8.     | 12 ottobre 1980   | Mazda Challenge, Melbourne                        | Sintetico indoor | Gene Mayer           | 1-6 6-2 6-0 7-5     |
| 9.     | 11 gennaio 1982   | Challenge of Champions, Rosemont                  | Sintetico indoor | John McEnroe         | 6-7 7-5 6-7 7-5 6-4 |
| 10.    | 3 ottobre 1982    | Molson Light Challenge Cup, Montréal              | Sintetico indoor | Björn Borg           | 6-4 6-3             |
| 11.    | 19 dicembre 1982  | Nastase Hampton Invitational, North Miami Beach   | Cemento          | Brian Teacher        | 6-2 6-2             |
| 12.    | 13 febbraio 1983  | Molson Challenge, Toronto                         | Sintetico indoor | José Higueras        | 6-2 6-0 5-7 6-0     |
| 13.    | 15 maggio 1983    | Tulsa Bank of Oklahoma Tennis Classic, Tulsa      | Cemento          | Roscoe Tanner        | 6–4, 6–3            |
| 14.    | 31 luglio 1983    | Beaver Creek Tennis Classic, Beaver Creek         | Cemento          | Mats Wilander        | 7-6 6-2             |
| 15.    | 7 agosto 1983     | Balboa Bay Championships, Newport Beach           | Cemento          | Tim Mayotte          | 6-3 6-4 6-2         |
| 16.    | 9 ottobre 1983    | Vancouver Labbat's Invitational, Vancouver        | Sintetico indoor | Bill Scanlon         | 6–1 6–2 6–2         |
| 17.    | 20 dicembre 1983  | Nastase Hampton Invitational, North Miami Beach   | Cemento          | Ivan Lendl           | 6-3 7-6 6-1         |
| 18.    | 8 gennaio 1984    | Challenge of Champions, Rosemont                  | Sintetico indoor | Andres Gomez         | 6-3 6-2 6-1         |
| 19.    | 28 aprile 1985    | Tulsa Bank of Oklahoma Tennis Classic, Tulsa      | Cemento          | Yannick Noah         | 6–4 6–4             |
| 20.    | 29 luglio 1985    | Beaver Creek Tennis Classic, Beaver Creek         | Cemento          | Mats Wilander        | 6–4 6–4             |
| 21.    | 4 agosto 1985     | Head Cup, Stowe                                   | Cemento          | Gene Mayer           | 2–6 6–3 6–4         |
| 22.    | 27 aprile 1985    | Tulsa Bank of Oklahoma Tennis Classic, Tulsa      | Cemento          | Yannick Noah         | 6–4 6–4             |
| 23.    | 14 settembre 1986 | Dupont All American, Amelia Island                | Cemento          | Aaron Krickstein     | 4–6 6–2 6–0         |
| 24.    | 19 luglio 1987    | Beaver Creek Tennis Classic, Beaver Creek         | Cemento          | Tim Mayotte          | 1–6 6–3 7–6         |

#### Tornei con meno di 8 partecipanti (16)
| Numero | Anno              | Torneo                                            | Superficie       | Avversario in finale                 | Punteggio           |
| ------ | ----------------- | ------------------------------------------------- | ---------------- | ------------------------------------ | ------------------- |
| 1.     | 11 giugno 1972    | Nottingham John Player Round Robin, Nottingham    | Erba             | Colin Dibley Lew Hoad Clark Graebner | Round Robin         |
| 2.     | 24 settembre 1978 | Buenos Aires 4 Men Invitational, Buenos Aires     | Terra rossa      | Björn Borg                           | 5-7 6-3 6-3         |
| 3.     | 28 luglio 1979    | Montpellier Invitational, Montpellier             | Cemento          | John McEnroe                         | 7-6 2-6 7-5         |
| 4.     | 28 settembre 1979 | Rio de Janeiro 4 Men Invitational, Rio de Janeiro | Terra rossa      | Guillermo Vilas                      | 6-3 6-4 6-3         |
| 5.     | 5 ottobre 1979    | Buenos Aires Indoor Round Robin, Buenos Aires     | Sintetico indoor | Víctor Pecci                         | 6-4 6-1             |
| 6.     | 7 marzo 1980      | Munich 4 Men Invitational, Monaco di Baviera      | Sintetico indoor | Vitas Gerulaitis                     | 6-1 6-7 6-4         |
| 7.     | 8 aprile 1980     | Suntory Cup, Tokyo                                | Sintetico indoor | John McEnroe                         | 7-5 6-3             |
| 8.     | 20 settembre 1980 | Napa Valley Harvest Cup, Napa (***)               | Cemento          | Roscoe Tanner                        | 6–4 6–2             |
| 9.     | 12 aprile 1981    | Suntory Cup, Tokyo                                | Sintetico indoor | John McEnroe                         | 6-4 7-6             |
| 10.    | 18 novembre 1981  | Golden Racquet Sabirna Gali, Tel Aviv             |                  | Ilie Năstase                         | 6–4 6–2             |
| 11.    | 24 luglio 1982    | Industry Hills 4-men Invitational, Industry       | Cemento          | Björn Borg                           | 5-7 6-2 6-2 6-7 6-2 |
| 12.    | 11 aprile 1983    | Suntory Cup, Tokyo                                | Sintetico indoor | Björn Borg                           | 6-3 6-4             |
| 13.    | 10 luglio 1983    | Sun City Round Robin Championships, Sun City      | Cemento          | Ivan Lendl                           | 7-5 7-6             |
| 14.    | 16 ottobre 1983   | Jimmy Connors Invitational, Atlantic City         |                  | Gene Mayer                           | 7–6 6–4             |
| 15.    | 20 aprile 1986    | Suntory Cup, Tokyo                                | Sintetico indoor | Mats Wilander                        | 6-4 6-0             |
| 16.    | 7 maggio 1989     | Trophée des Arènes, Nîmes                         | Terra rossa      | Anders Järryd                        | 6–2 6–3             |

### Esibizioni / Challenge matches con 2 giocatori / un Torneo dilettanti (50)
1970: Modesto, California (torneo dilettanti) - Avversario in finale Robert Potthast 4-6 6-4 6-3
1975: Ilie Nastase – Syracuse, N.Y. 6-4 6-7 6-2
1975: Rod Laver - Las Vegas 6–4, 6–2, 3–6, 7–5.
1975: Vitas Gerulaitis – Ridgefield, Connecticut 6-3 7-6
1975: John Newcombe - Las Vegas 6–3, 4–6, 6–2, 6–4
1976: Manuel Orantes - Las Vegas 6-2 6-2 6-1
1976: Ilie Nastase - Providence 6-4 6-1
1976: Tony Roche - Hartford (Aetna World Cup WCT) 6-4 7-5
1976: John Newcombe - Hartford (Aetna World Cup WCT) 6-2 6-3
1977: John Alexander - Hartford (Aetna World Cup WCT) 6-1 6-4
1977: Tony Roche - Hartford (Aetna World Cup WCT) 6-4 7-5
1977: Ilie Nastase – Puerto Rico 4-6 6-3 7-5 6-3
1978: John Newcombe - New Haven (Aetna World Cup WCT) 6-4 6-4
1978: John Alexander - New Haven (Aetna World Cup WCT) 6-2 6-4
1978: Eddie Dibbs – Toledo, Ohio 6-4 6-4
1979: Hank Pfister - Sao Paulo (Brasil) 3-6 6-2 6-4 6-1
1979: Guillermo Vilas – Buenos Aires 7-5 6-3 6-3
1980: Adriano Panatta - Copenaghen 6-4 6-1
1980: Bjorn Borg - Copenaghen 6-4 6-2
1980: Ilie Nastase - Detroit 7-6 6-3
1980: Ilie Nastase - Toronto 6-3 6-4
1980: Eddie Dibbs - Portland 6-4 7-6
1980: Eddie Dibbs - San Diego 6-4 6-3
1980: Roscoe Tanner – Napa Valley (Harvest Cup) 6-4 6-2 (***) da considerare come esibizione e non come torneo con meno di 8 partecipanti
1981: Ilie Nastase - San Diego
1981: Ilie Nastase - Portland (Peugeot Tennis Invitational) 6-2 6-2
1982: Bjorn Borg - Richmond 6-4 3-6 7-5 6-3
1982: Bjorn Borg - Seattle 6-4 3-6 7-5
1982: Bjorn Borg - Los Angeles 6-3 2-6 6-2
1982: Bjorn Borg - Vancouver 6-2 5-7 6-4
1982: Bjorn Borg - San Francisco 7-5 7-6
1983: Bjorn Borg - Bâton-Rouge 6-7 6-4 6-4
1983: Bjorn Borg - Providence 6-4 6-4
1983: Bjorn Borg - Séoul 5-7 6-1 4-6 6-4 7-6
1983: Ivan Lendl – San Diego 6-2 5-7 6-1
1983: Kevin Curren - Cape Town (Southafrica) 2-6 7-6 7-6 6-4
1983: Vitas Gerulaitis – Portland (Peugeot Tennis Invitational) 6-3 7-5
1983: Ilie Nastase – Tampa 6-2 7-5
1984: John McEnroe - Seattle (Peugeot Invitational) 3-6 6-2 6-3
1984: Andres Gomez – Jakarta (Indonesia) 6-4 6-2
1984: Andres Gomez – Kuala Lumpur (Malaysia) 6-1 7-6
1986: John McEnroe - Ottawa 6-4 6-3 6-3
1986: Bjorn Borg - Tokyo (2 may) 4-6 6-2 6-4
1986: Bjorn Borg - Tokyo (3 may)
1986: Bjorn Borg - Tokyo (4 may)
1986: Aaron Krickstein - New Orleans
1986: Yannick Noah – Inglewood (Michelin Tennis Challenge) 2-4 ret.
1987: Tim Mayotte – Inglewood (Michelin Tennis Challenge) 7-5 7-6
1988: Andre Agassi – Auburn Hills (Kings of Tennis Classic) 7-6 6-3
1992: John McEnroe - Inglewood (Michelin Tennis Challenge) 6-4 3-6 6-3

### Doppio

#### Grande Slam

##### Vinte (2)
| Anno | Torneo    | Partner      | Avversario in finale     | Punteggio in finale         |
| 1973 | Wimbledon | Ilie Năstase | John Cooper Neale Fraser | 3–6, 6–3, 6–4, 8–9 (3), 6–1 |
| 1975 | US Open   | Ilie Năstase | Tom Okker Marty Riessen  | 6–4, 7–6                    |

##### Perse (1)
| Anno | Torneo          | Partner      | Avversario in finale    | Punteggio in finale     |
| 1973 | Open di Francia | Ilie Năstase | John Newcombe Tom Okker | 6–1, 3–6, 6–3, 5–7, 6–4 |

### Doppio misto

#### Vinte (0)
Nessun titolo vinto

#### Perse (1)
| Anno | Torneo  | Partner     | Avversario in finale         | Punteggio in finale |
| 1974 | US Open | Chris Evert | Pam Teeguarden Geoff Masters | 1–6, 6–7            |

### Risultati in progressione
| Sigla | Risultato               |
| ----- | ----------------------- |
| V     | Vincitore               |
| F     | Finalista               |
| SF    | Semifinalista           |
| O     | Oro olimpico            |
| A     | Argento olimpico        |
| SF    | Bronzo olimpico         |
| QF    | Quarti di Finale        |
| 4T    | Quarto turno            |
| 3T    | Terzo turno             |
| 2T    | Secondo turno           |
| 1T    | Primo turno             |
| RR    | Round Robin             |
| LQ    | Turno di qualificazione |
| A     | Assente                 |
| ND    | Non disputato           |

| Legenda superfici    |
| -------------------- |
| Cemento              |
| Terra battuta        |
| Erba                 |
| Superficie variabile |

#### Singolare
| Torneo                                         | 1970          | 1971          | 1972          | 1973          | 1974          | 1975          | 1976          | 1977          | 1977          | 1978          | 1979          | 1980          | 1981          | 1982          | 1983          | 1984          | 1985          | 1986          | 1987          | 1988          | 1989          | 1990          | 1991          | 1992          | 1993          | 1994          | 1995          | 1996          | Titoli      | V–S         | %V          |
| ---------------------------------------------- | ------------- | ------------- | ------------- | ------------- | ------------- | ------------- | ------------- | ------------- | ------------- | ------------- | ------------- | ------------- | ------------- | ------------- | ------------- | ------------- | ------------- | ------------- | ------------- | ------------- | ------------- | ------------- | ------------- | ------------- | ------------- | ------------- | ------------- | ------------- | ----------- | ----------- | ----------- |
| Tornei del Grande Slam                         |               |               |               |               |               |               |               |               |               |               |               |               |               |               |               |               |               |               |               |               |               |               |               |               |               |               |               |               |             |             |             |
| Australian Open                                | A             | A             | A             | A             | V             | F             | A             | A             | A             | A             | A             | A             | A             | A             | A             | A             | A             | ND            | A             | A             | A             | A             | A             | A             | A             | A             | A             | A             | 1 / 2       | 11–1        | 91,67%      |
| Open di Francia                                | A             | A             | 2T            | 1T            | A             | A             | A             | A             | A             | A             | SF            | SF            | QF            | QF            | QF            | SF            | SF            | A             | QF            | A             | 2T            | A             | 3T            | 1T            | A             | A             | A             | A             | 0 / 13      | 40–13       | 75,47%      |
| Wimbledon                                      | A             | 1T            | QF            | QF            | V             | F             | QF            | F             | F             | F             | SF            | SF            | SF            | V             | 4T            | F             | SF            | 1T            | SF            | 4T            | 2T            | A             | 3T            | 1T            | A             | A             | A             | A             | 2 / 21      | 84–18       | 82,35%      |
| US Open                                        | 1T            | 2T            | 1T            | QF            | V             | F             | V             | F             | F             | V             | SF            | SF            | SF            | V             | V             | SF            | SF            | 3T            | SF            | QF            | QF            | A             | SF            | 2T            | A             | A             | A             | A             | 5 / 22      | 98–17       | 85,22%      |
| V–S                                            | 0–1           | 1–1           | 5–3           | 8–3           | 20–0          | 17–3          | 11–1          | 12–2          | 12–2          | 13–1          | 15–3          | 15–3          | 14–3          | 18–1          | 14–2          | 16–3          | 15–3          | 2–2           | 14–3          | 7–2           | 6–3           | 0–0           | 9–3           | 1–3           | 0–0           | 0–0           | 0–0           | 0–0           | 8 / 57      | 233–49      | 82.62%      |
| Tornei di fine anno                            |               |               |               |               |               |               |               |               |               |               |               |               |               |               |               |               |               |               |               |               |               |               |               |               |               |               |               |               |             |             |             |
| Masters Grand Prix                             | A             | A             | SF            | SF            | A             | A             | A             | V             | V             | RR            | SF            | SF            | RR            | SF            | SF            | SF            | A             | A             | RR            | A             | A             | A             | A             | A             | A             | A             | A             | A             | 1 / 11      | 18–17       | 51.43%      |
| WCT Finals                                     | A             | A             | A             | A             | A             | A             | A             | V             | V             | A             | RR            | V             | A             | A             | A             | F             | SF            | A             | A             | A             | A             | A             | A             | A             | A             | A             | A             | A             | 2 / 5       | 10–3        | 76.92%      |
| Tornei a squadre                               |               |               |               |               |               |               |               |               |               |               |               |               |               |               |               |               |               |               |               |               |               |               |               |               |               |               |               |               |             |             |             |
| Coppa Davis                                    | A             | A             | A             | A             | A             | P             | A             | A             | A             | A             | A             | A             | V             | A             | A             | F             | A             | A             | A             | A             | A             | A             | A             | A             | A             | A             | A             | A             | 1 / 3       | 8–3         | 72.73%      |
| Altri tornei                                   |               |               |               |               |               |               |               |               |               |               |               |               |               |               |               |               |               |               |               |               |               |               |               |               |               |               |               |               |             |             |             |
| Pennsylvania Lawn Tennis Championship          | 3T            | A             | SF            | A             | A             | Non disputato | Non disputato | Non disputato | Non disputato | Non disputato | Non disputato | Non disputato | Non disputato | Non disputato | Non disputato | Non disputato | Non disputato | Non disputato | Non disputato | Non disputato | Non disputato | Non disputato | Non disputato | Non disputato | Non disputato | Non disputato | Non disputato | Non disputato |             |             |             |
| Pacific Southwest Championships                | 3T            | F             | 3T            | V             | V             | A             | QF            | A             | A             | A             | A             | A             | A             | V             | QF            | V             | A             | A             | A             | A             | A             | A             | A             | QF            | A             | A             | 1T            | A             |             |             |             |
| Phoenix Open                                   | 2T            | Non disputato | Non disputato | Non disputato | Non disputato | Non disputato | Non disputato | Non disputato | Non disputato | Non disputato | Non disputato | Non disputato | Non disputato | Non disputato | Non disputato | Non disputato | Non disputato | Non disputato | Non disputato | Non disputato | Non disputato | Non disputato | Non disputato | Non disputato | Non disputato | Non disputato | Non disputato | Non disputato |             |             |             |
| Clean Air Classic                              | ND            | 2T            | QF            | Non disputato | Non disputato | Non disputato | Non disputato | Non disputato | Non disputato | Non disputato | Non disputato | Non disputato | Non disputato | Non disputato | Non disputato | Non disputato | Non disputato | Non disputato | Non disputato | Non disputato | Non disputato | Non disputato | Non disputato | Non disputato | Non disputato | Non disputato | Non disputato | Non disputato |             |             |             |
| U.S. National Indoor Tennis Championships      | A             | 2T            | 2T            | V             | V             | V             | V             | A             | A             | V             | V             | F             | A             | A             | V             | V             | SF            | QF            | F             | A             | QF            | A             | A             | SF            | Non disputato | Non disputato | Non disputato | Non disputato |             |             |             |
| Macon Open                                     | ND            | QF            | Non disputato | Non disputato | Non disputato | Non disputato | Non disputato | Non disputato | Non disputato | Non disputato | Non disputato | Non disputato | Non disputato | Non disputato | Non disputato | Non disputato | Non disputato | Non disputato | Non disputato | Non disputato | Non disputato | Non disputato | Non disputato | Non disputato | Non disputato | Non disputato | Non disputato | Non disputato |             |             |             |
| Washington Open                                | A             | 1T            | A             | A             | A             | A             | V             | A             | A             | V             | A             | 3T            | A             | A             | SF            | A             | SF            | A             | SF            | V             | A             | A             | A             | Non disputato | Non disputato | Non disputato | Non disputato | Non disputato |             |             |             |
| Tanglewood International Tennis Classic        | ND            | QF            | 1T            | A             | Non disputato | Non disputato | Non disputato | Non disputato | Non disputato | Non disputato | Non disputato | Non disputato | Non disputato | Non disputato | Non disputato | Non disputato | Non disputato | Non disputato | Non disputato | Non disputato | Non disputato | Non disputato | Non disputato | Non disputato | Non disputato | Non disputato | Non disputato | Non disputato |             |             |             |
| Columbus Open                                  | ND            | F             | V             | V             | A             | A             | A             | A             | A             | A             | A             | A             | A             | V             | A             | A             | Non disputato | Non disputato | Non disputato | Non disputato | Non disputato | Non disputato | Non disputato | Non disputato | Non disputato | Non disputato | Non disputato | Non disputato |             |             |             |
| Cincinnati Open                                | A             | 2T            | V             | SF            | A             | A             | A             | A             | A             | A             | A             | SF            | 3T            | SF            | SF            | SF            | A             | F             | SF            | 3T            | A             | A             | A             | A             | A             | A             | A             | A             |             |             |             |
| U.S. Men's Clay Court Championships            | A             | 2T            | F             | 3T            | V             | A             | V             | F             | F             | V             | V             | A             | A             | A             | A             | A             | A             | A             | A             | A             | A             | A             | A             | A             | A             | A             | A             | A             |             |             |             |
| Torneo                                         | 1970          | 1971          | 1972          | 1973          | 1974          | 1975          | 1976          | 1977          | 1977          | 1978          | 1979          | 1980          | 1981          | 1982          | 1983          | 1984          | 1985          | 1986          | 1987          | 1988          | 1989          | 1990          | 1991          | 1992          | 1993          | 1994          | 1995          | 1996          | Titoli      | V–S         | %V          |
| South Orange Open                              | A             | QF            | A             | A             | F             | QF            | A             | A             | A             | A             | A             | A             | A             | A             | A             | Non disputato | Non disputato | Non disputato | Non disputato | Non disputato | Non disputato | Non disputato | Non disputato | Non disputato | Non disputato | Non disputato | Non disputato | Non disputato |             |             |             |
| Baltimore Open                                 | ND            | ND            | F             | V             | A             | A             | A             | A             | A             | A             | A             | A             | ND            | A             | A             | Non disputato | Non disputato | Non disputato | Non disputato | Non disputato | Non disputato | Non disputato | Non disputato | Non disputato | Non disputato | Non disputato | Non disputato | Non disputato |             |             |             |
| Roanoke International Tennis                   | ND            | ND            | V             | V             | V             | A             | A             | Non disputato | Non disputato | Non disputato | Non disputato | Non disputato | Non disputato | Non disputato | Non disputato | Non disputato | Non disputato | Non disputato | Non disputato | Non disputato | Non disputato | Non disputato | Non disputato | Non disputato | Non disputato | Non disputato | Non disputato | Non disputato |             |             |             |
| Omaha Open                                     | ND            | ND            | SF            | F             | F             | Non disputato | Non disputato | Non disputato | Non disputato | Non disputato | Non disputato | Non disputato | Non disputato | Non disputato | Non disputato | Non disputato | Non disputato | Non disputato | Non disputato | Non disputato | Non disputato | Non disputato | Non disputato | Non disputato | Non disputato | Non disputato | Non disputato | Non disputato |             |             |             |
| Los Angeles Grand Prix                         | ND            | ND            | SF            | Non disputato | Non disputato | Non disputato | Non disputato | Non disputato | Non disputato | Non disputato | Non disputato | Non disputato | Non disputato | Non disputato | Non disputato | Non disputato | Non disputato | Non disputato | Non disputato | Non disputato | Non disputato | Non disputato | Non disputato | Non disputato | Non disputato | Non disputato | Non disputato | Non disputato |             |             |             |
| Hampton Open                                   | ND            | A             | QF            | V             | V             | V             | V             | A             | A             | Non disputato | Non disputato | Non disputato | Non disputato | Non disputato | Non disputato | Non disputato | Non disputato | Non disputato | Non disputato | Non disputato | Non disputato | Non disputato | Non disputato | Non disputato | Non disputato | Non disputato | Non disputato | Non disputato |             |             |             |
| Washington Indoor                              | ND            | ND            | F             | A             | A             | A             | A             | A             | A             | A             | A             | A             | Non disputato | Non disputato | Non disputato | Non disputato | Non disputato | Non disputato | Non disputato | Non disputato | Non disputato | Non disputato | Non disputato | Non disputato | Non disputato | Non disputato | Non disputato | Non disputato |             |             |             |
| Madrid Tennis Grand Prix                       | ND            | ND            | 3T            | A             | A             | A             | A             | A             | A             | A             | A             | A             | A             | A             | A             | 2T            | A             | A             | A             | A             | A             | A             | 1T            | A             | A             | A             | ND            | ND            |             |             |             |
| ATP Nizza                                      | ND            | A             | 2T            | A             | ND            | A             | A             | A             | A             | A             | A             | A             | A             | A             | A             | A             | A             | A             | A             | A             | A             | A             | A             | A             | A             | A             | ND            | ND            |             |             |             |
| Internazionali d'Italia                        | A             | A             | 2T            | 2T            | A             | A             | A             | A             | A             | A             | A             | A             | A             | A             | A             | A             | A             | A             | A             | A             | 3T            | A             | A             | A             | A             | A             | A             | A             |             |             |             |
| British Hard Court Championships               | ND            | A             | QF            | A             | A             | A             | A             | ND            | ND            | A             | ND            | A             | A             | A             | A             | Non disputato | Non disputato | Non disputato | Non disputato | Non disputato | Non disputato | Non disputato | Non disputato | Non disputato | Non disputato | Non disputato | Non disputato | Non disputato |             |             |             |
| Bristol Open                                   | ND            | A             | 1T            | Non disputato | Non disputato | Non disputato | Non disputato | Non disputato | Non disputato | Non disputato | Non disputato | A             | A             | A             | A             | A             | A             | A             | A             | A             | A             | Non disputato | Non disputato | Non disputato | Non disputato | Non disputato | Non disputato | Non disputato |             |             |             |
| Queen's Club Championships                     | A             | A             | V             | 3T            | ND            | ND            | ND            | 2T            | 2T            | A             | A             | A             | A             | V             | V             | SF            | 1T            | F             | F             | 3T            | A             | A             | A             | A             | A             | A             | A             | A             |             |             |             |
| Pacific Coast Championships                    | A             | A             | V             | A             | QF            | A             | A             | A             | A             | A             | A             | 2T            | QF            | F             | A             | A             | A             | F             | A             | A             | A             | A             | A             | 2T            | SF            | 1T            | A             | A             |             |             |             |
| Paris Open                                     | A             | ND            | QF            | A             | A             | A             | A             | A             | A             | A             | A             | A             | A             | A             | ND            | ND            | ND            | A             | A             | A             | A             | A             | 2T            | A             | A             | A             | A             | A             |             |             |             |
| Stockholm Open                                 | A             | A             | 2T            | SF            | A             | F             | SF            | A             | A             | A             | A             | A             | SF            | A             | A             | QF            | A             | A             | A             | A             | A             | A             | 2T            | A             | A             | A             | A             | A             |             |             |             |
| Dewar Cup                                      | A             | A             | SF            | SF            | V             | Non disputato | Non disputato | Non disputato | Non disputato | Non disputato | Non disputato | Non disputato | Non disputato | Non disputato | Non disputato | Non disputato | Non disputato | Non disputato | Non disputato | Non disputato | Non disputato | Non disputato | Non disputato | Non disputato | Non disputato | Non disputato | Non disputato | Non disputato |             |             |             |
| Jacksonville Open                              | ND            | ND            | V             | Non disputato | Non disputato | Non disputato | Non disputato | Non disputato | Non disputato | Non disputato | Non disputato | Non disputato | Non disputato | Non disputato | Non disputato | Non disputato | Non disputato | Non disputato | Non disputato | Non disputato | Non disputato | Non disputato | Non disputato | Non disputato | Non disputato | Non disputato | Non disputato | Non disputato |             |             |             |
| Salt Lake City Open                            | ND            | ND            | ND            | V             | V             | Non disputato | Non disputato | Non disputato | Non disputato | Non disputato | Non disputato | Non disputato | Non disputato | Non disputato | Non disputato | Non disputato | Non disputato | Non disputato | Non disputato | Non disputato | Non disputato | Non disputato | Non disputato | Non disputato | Non disputato | Non disputato | Non disputato | Non disputato |             |             |             |
| Paramus Indoor                                 | ND            | ND            | ND            | V             | A             | Non disputato | Non disputato | Non disputato | Non disputato | Non disputato | Non disputato | Non disputato | Non disputato | Non disputato | Non disputato | Non disputato | Non disputato | Non disputato | Non disputato | Non disputato | Non disputato | Non disputato | Non disputato | Non disputato | Non disputato | Non disputato | Non disputato | Non disputato |             |             |             |
| Equity Tournament                              | ND            | ND            | ND            | F             | Non disputato | Non disputato | Non disputato | Non disputato | Non disputato | Non disputato | Non disputato | Non disputato | Non disputato | Non disputato | Non disputato | Non disputato | Non disputato | Non disputato | Non disputato | Non disputato | Non disputato | Non disputato | Non disputato | Non disputato | Non disputato | Non disputato | Non disputato | Non disputato |             |             |             |
| Nottingham John Player                         | A             | A             | A             | SF            | QF            | QF            | F             | A             | A             | Non disputato | Non disputato | Non disputato | Non disputato | Non disputato | Non disputato | Non disputato | Non disputato | Non disputato | Non disputato | Non disputato | Non disputato | Non disputato | Non disputato | Non disputato | Non disputato | Non disputato | Non disputato | Non disputato |             |             |             |
| U.S. Pro Tennis Championships                  | A             | A             | A             | V             | A             | A             | QF            | QF            | QF            | A             | A             | QF            | A             | A             | A             | A             | A             | A             | A             | A             | A             | Non disputato | Non disputato | Non disputato | Non disputato | Non disputato | Non disputato | Non disputato |             |             |             |
| Torneo                                         | 1970          | 1971          | 1972          | 1973          | 1974          | 1975          | 1976          | 1977          | 1977          | 1978          | 1979          | 1980          | 1981          | 1982          | 1983          | 1984          | 1985          | 1986          | 1987          | 1988          | 1989          | 1990          | 1991          | 1992          | 1993          | 1994          | 1995          | 1996          | Titoli      | V–S         | %V          |
| ATP Volvo International                        | ND            | ND            | A             | F             | A             | V             | V             | QF            | QF            | A             | 2T            | V             | 3T            | A             | A             | A             | SF            | SF            | 1T            | A             | A             | A             | 1T            | A             | A             | A             | A             | A             |             |             |             |
| Quebec Open                                    | ND            | A             | A             | V             | Non disputato | Non disputato | Non disputato | Non disputato | Non disputato | Non disputato | Non disputato | Non disputato | Non disputato | Non disputato | Non disputato | Non disputato | Non disputato | Non disputato | Non disputato | Non disputato | Non disputato | Non disputato | Non disputato | Non disputato | Non disputato | Non disputato | Non disputato | Non disputato |             |             |             |
| South African Open                             | A             | A             | A             | V             | V             | A             | A             | A             | A             | A             | A             | A             | A             | A             | A             | A             | A             | A             | A             | A             | A             | ND            | ND            | A             | A             | A             | A             | ND            |             |             |             |
| Little Rock Open                               | ND            | ND            | ND            | ND            | V             | 2T            | A             | A             | A             | A             | A             | Non disputato | Non disputato | Non disputato | Non disputato | Non disputato | Non disputato | Non disputato | Non disputato | Non disputato | Non disputato | Non disputato | Non disputato | Non disputato | Non disputato | Non disputato | Non disputato | Non disputato |             |             |             |
| WCT Challenge Cup                              | ND            | ND            | ND            | ND            | ND            | ND            | A             | F             | V             | A             | A             | A             | Non disputato | Non disputato | Non disputato | Non disputato | Non disputato | Non disputato | Non disputato | Non disputato | Non disputato | Non disputato | Non disputato | Non disputato | Non disputato | Non disputato | Non disputato | Non disputato |             |             |             |
| ATP Birmingham                                 | ND            | ND            | ND            | A             | V             | V             | V             | V             | V             | A             | V             | V             | Non disputato | Non disputato | Non disputato | Non disputato | Non disputato | Non disputato | Non disputato | Non disputato | Non disputato | Non disputato | Non disputato | Non disputato | Non disputato | A             | ND            | ND            |             |             |             |
| Tempe Indoor                                   | ND            | ND            | ND            | ND            | V             | Non disputato | Non disputato | Non disputato | Non disputato | Non disputato | Non disputato | Non disputato | Non disputato | Non disputato | Non disputato | Non disputato | Non disputato | Non disputato | Non disputato | Non disputato | Non disputato | Non disputato | Non disputato | Non disputato | Non disputato | Non disputato | Non disputato | Non disputato |             |             |             |
| Equity Tournament                              | ND            | ND            | ND            | ND            | SF            | Non disputato | Non disputato | Non disputato | Non disputato | Non disputato | Non disputato | Non disputato | Non disputato | Non disputato | Non disputato | Non disputato | Non disputato | Non disputato | Non disputato | Non disputato | Non disputato | Non disputato | Non disputato | Non disputato | Non disputato | Non disputato | Non disputato | Non disputato |             |             |             |
| Manchester Open                                | ND            | ND            | ND            | ND            | V             | ND            | A             | A             | A             | ND            | A             | A             | ND            | A             | A             | A             | A             | A             | A             | A             | A             | A             | A             | A             | A             | A             | ND            | ND            |             |             |             |
| Canada Open                                    | ND            | ND            | ND            | ND            | 3T            | A             | A             | A             | A             | A             | A             | A             | 1T            | SF            | SF            | SF            | SF            | A             | SF            | SF            | A             | A             | A             | A             | A             | A             | A             | A             |             |             |             |
| Bahamas International                          | ND            | ND            | ND            | ND            | ND            | V             | Non disputato | Non disputato | Non disputato | Non disputato | Non disputato | Non disputato | Non disputato | Non disputato | Non disputato | Non disputato | Non disputato | Non disputato | Non disputato | Non disputato | Non disputato | Non disputato | Non disputato | Non disputato | Non disputato | Non disputato | Non disputato | Non disputato |             |             |             |
| Boca West International                        | ND            | ND            | ND            | ND            | ND            | V             | QF            | Non disputato | Non disputato | Non disputato | Non disputato | Non disputato | Non disputato | Non disputato | Non disputato | Non disputato | Non disputato | Non disputato | Non disputato | Non disputato | Non disputato | Non disputato | Non disputato | Non disputato | Non disputato | Non disputato | Non disputato | Non disputato |             |             |             |
| Fairfield County International                 | ND            | ND            | ND            | ND            | ND            | 2T            | Non disputato | Non disputato | Non disputato | Non disputato | Non disputato | Non disputato | Non disputato | Non disputato | Non disputato | Non disputato | Non disputato | Non disputato | Non disputato | Non disputato | Non disputato | Non disputato | Non disputato | Non disputato | Non disputato | Non disputato | Non disputato | Non disputato |             |             |             |
| IPA NY Tennis Championships                    | ND            | ND            | ND            | ND            | ND            | F             | Non disputato | Non disputato | Non disputato | Non disputato | Non disputato | Non disputato | Non disputato | Non disputato | Non disputato | Non disputato | Non disputato | Non disputato | Non disputato | Non disputato | Non disputato | Non disputato | Non disputato | Non disputato | Non disputato | Non disputato | Non disputato | Non disputato |             |             |             |
| Denver Open                                    | ND            | ND            | A             | A             | A             | V             | V             | A             | A             | V             | A             | A             | A             | A             | Non disputato | Non disputato | Non disputato | Non disputato | Non disputato | Non disputato | Non disputato | Non disputato | Non disputato | Non disputato | Non disputato | Non disputato | Non disputato | Non disputato |             |             |             |
| Bermuda Open                                   | ND            | ND            | ND            | ND            | ND            | V             | A             | Non disputato | Non disputato | Non disputato | Non disputato | Non disputato | Non disputato | Non disputato | Non disputato | Non disputato | Non disputato | Non disputato | Non disputato | Non disputato | Non disputato | Non disputato | Non disputato | Non disputato | Non disputato | Non disputato | A             | A             |             |             |             |
| Hawaiian Open                                  | ND            | ND            | ND            | ND            | A             | V             | A             | V             | V             | A             | A             | A             | A             | A             | A             | Non disputato | Non disputato | Non disputato | Non disputato | Non disputato | Non disputato | Non disputato | Non disputato | Non disputato | Non disputato | Non disputato | Non disputato | Non disputato |             |             |             |
| U.S. Pro Indoor                                | A             | A             | A             | A             | A             | A             | V             | F             | F             | V             | V             | V             | QF            | F             | A             | A             | SF            | QF            | QF            | A             | A             | A             | A             | A             | A             | 1T            | A             | A             |             |             |             |
| La Costa Open                                  | ND            | ND            | ND            | A             | A             | A             | F             | A             | A             | ND            | ND            | ND            | ND            | A             | Non disputato | Non disputato | Non disputato | Non disputato | Non disputato | Non disputato | Non disputato | Non disputato | Non disputato | Non disputato | Non disputato | Non disputato | Non disputato | Non disputato |             |             |             |
| Indian Wells Open                              | ND            | ND            | ND            | ND            | A             | A             | V             | A             | A             | A             | QF            | SF            | V             | A             | 2T            | V             | QF            | SF            | A             | A             | SF            | A             | A             | 2T            | A             | A             | A             | A             |             |             |             |
| Houston Open                                   | ND            | A             | A             | A             | A             | A             | 1T            | 1T            | 1T            | A             | A             | A             | A             | A             | A             | A             | A             | QF            | Non disputato | Non disputato | Non disputato | Non disputato | Non disputato | Non disputato | Non disputato | Non disputato | Non disputato | Non disputato |             |             |             |
| Alan King Tennis Classic                       | ND            | A             | A             | A             | A             | A             | V             | V             | V             | 2T            | F             | A             | A             | V             | V             | Non disputato | Non disputato | Non disputato | Non disputato | Non disputato | Non disputato | Non disputato | Non disputato | Non disputato | A             | Non disputato | Non disputato | Non disputato |             |             |             |
| Pepsi Grand Slam                               | Non disputato | Non disputato | Non disputato | Non disputato | Non disputato | Non disputato | SF            | F             | F             | F             | F             | A             | A             | Non disputato | Non disputato | Non disputato | Non disputato | Non disputato | Non disputato | Non disputato | Non disputato | Non disputato | Non disputato | Non disputato | Non disputato | Non disputato | Non disputato | Non disputato |             |             |             |
| Torneo                                         | 1970          | 1971          | 1972          | 1973          | 1974          | 1975          | 1976          | 1977          | 1977          | 1978          | 1979          | 1980          | 1981          | 1982          | 1983          | 1984          | 1985          | 1986          | 1987          | 1988          | 1989          | 1990          | 1991          | 1992          | 1993          | 1994          | 1995          | 1996          | Titoli      | V–S         | %V          |
| Cologne Grand Prix                             | ND            | A             | ND            | A             | Non disputato | Non disputato | V             | A             | A             | A             | A             | A             | A             | A             | A             | A             | A             | A             | Non disputato | Non disputato | Non disputato | Non disputato | Non disputato | Non disputato | Non disputato | Non disputato | Non disputato | Non disputato |             |             |             |
| Wembley Championship                           | ND            | A             | A             | A             | A             | A             | V             | A             | A             | A             | A             | A             | V             | A             | F             | SF            | A             | A             | A             | A             | 1T            | A             | Non disputato | Non disputato | Non disputato | Non disputato | Non disputato | Non disputato |             |             |             |
| Richmond WCT                                   | ND            | A             | A             | A             | A             | A             | A             | 1T            | 1T            | A             | A             | A             | A             | A             | A             | A             | Non disputato | Non disputato | Non disputato | Non disputato | Non disputato | Non disputato | Non disputato | Non disputato | Non disputato | Non disputato | Non disputato | Non disputato |             |             |             |
| Toronto Indoor                                 | ND            | A             | A             | A             | A             | A             | A             | F             | F             | Non disputato | Non disputato | Non disputato | Non disputato | Non disputato | Non disputato | Non disputato | A             | A             | ND            | ND            | ND            | A             | ND            | ND            | ND            | ND            | ND            | ND            |             |             |             |
| St. Louis WCT                                  | A             | ND            | A             | A             | A             | A             | A             | V             | V             | A             | Non disputato | Non disputato | Non disputato | Non disputato | Non disputato | Non disputato | Non disputato | Non disputato | Non disputato | Non disputato | Non disputato | Non disputato | Non disputato | Non disputato | Non disputato | Non disputato | Non disputato | Non disputato |             |             |             |
| WCT Tournament of Champions                    | Non disputato | Non disputato | Non disputato | Non disputato | Non disputato | Non disputato | Non disputato | QF            | QF            | 1T            | V             | 2T            | A             | A             | A             | SF            | A             | A             | A             | A             | A             | Non disputato | Non disputato | Non disputato | Non disputato | Non disputato | Non disputato | Non disputato |             |             |             |
| Australian Indoor Championships                | Non disputato | Non disputato | Non disputato | A             | A             | A             | A             | V             | V             | V             | A             | A             | A             | SF            | A             | A             | A             | A             | A             | A             | A             | A             | A             | A             | A             | A             | ND            | ND            |             |             |             |
| Western Australian Open                        | ND            | ND            | ND            | A             | A             | A             | A             | 2T            | 2T            | ND            | ND            | A             | A             | Non disputato | Non disputato | Non disputato | Non disputato | Non disputato | Non disputato | Non disputato | Non disputato | Non disputato | Non disputato | Non disputato | Non disputato | Non disputato | Non disputato | Non disputato |             |             |             |
| Birmingham Open                                | Non disputato | Non disputato | Non disputato | Non disputato | Non disputato | Non disputato | Non disputato | Non disputato | Non disputato | V             | Non disputato | Non disputato | Non disputato | Non disputato | Non disputato | Non disputato | Non disputato | Non disputato | Non disputato | Non disputato | Non disputato | Non disputato | Non disputato | Non disputato | Non disputato | Non disputato | Non disputato | Non disputato |             |             |             |
| ABN AMRO World Tennis Tournament               | ND            | ND            | A             | A             | A             | A             | A             | A             | A             | V             | A             | A             | V             | F             | A             | F             | A             | A             | A             | QF            | A             | A             | A             | A             | A             | A             | A             | A             |             |             |             |
| Stowe Open                                     | Non disputato | Non disputato | Non disputato | Non disputato | Non disputato | Non disputato | Non disputato | Non disputato | Non disputato | V             | V             | A             | A             | A             | A             | Non disputato | Non disputato | Non disputato | Non disputato | Non disputato | Non disputato | Non disputato | Non disputato | Non disputato | Non disputato | Non disputato | Non disputato | Non disputato |             |             |             |
| Tokyo Indoor                                   | Non disputato | Non disputato | Non disputato | Non disputato | A             | A             | ND            | ND            | ND            | 1T            | F             | V             | A             | A             | SF            | V             | SF            | SF            | 2T            | A             | A             | A             | A             | A             | A             | A             | A             | ND            |             |             |             |
| New Orleans Open                               | Non disputato | Non disputato | Non disputato | Non disputato | Non disputato | Non disputato | Non disputato | Non disputato | Non disputato | A             | 2T            | A             | Non disputato | Non disputato | Non disputato | Non disputato | Non disputato | Non disputato | Non disputato | Non disputato | Non disputato | Non disputato | Non disputato | Non disputato | Non disputato | Non disputato | Non disputato | Non disputato |             |             |             |
| ATP Tulsa                                      | Non disputato | Non disputato | Non disputato | Non disputato | Non disputato | Non disputato | Non disputato | Non disputato | Non disputato | A             | V             | A             | Non disputato | Non disputato | Non disputato | Non disputato | Non disputato | Non disputato | Non disputato | Non disputato | Non disputato | Non disputato | Non disputato | Non disputato | Non disputato | Non disputato | Non disputato | Non disputato |             |             |             |
| Hong Kong Open                                 | ND            | ND            | ND            | A             | A             | A             | A             | A             | A             | A             | V             | A             | A             | A             | A             | A             | A             | QF            | A             | ND            | ND            | A             | A             | A             | A             | A             | A             | A             |             |             |             |
| WCT Invitational                               | Non disputato | Non disputato | Non disputato | Non disputato | Non disputato | Non disputato | Non disputato | Non disputato | Non disputato | A             | A             | RR            | A             | Non disputato | Non disputato | Non disputato | Non disputato | Non disputato | Non disputato | Non disputato | Non disputato | Non disputato | Non disputato | Non disputato | Non disputato | Non disputato | Non disputato | Non disputato |             |             |             |
| Costarica Open                                 | Non disputato | Non disputato | Non disputato | Non disputato | Non disputato | Non disputato | Non disputato | Non disputato | Non disputato | A             | A             | F             | Non disputato | Non disputato | Non disputato | Non disputato | Non disputato | Non disputato | Non disputato | Non disputato | Non disputato | Non disputato | Non disputato | Non disputato | Non disputato | Non disputato | Non disputato | Non disputato |             |             |             |
| Monte Carlo Open                               | A             | A             | A             | A             | A             | A             | A             | A             | A             | A             | A             | 2T            | F             | A             | A             | A             | A             | A             | A             | A             | 2T            | A             | A             | A             | A             | A             | A             | A             |             |             |             |
| Guangzhou Open                                 | Non disputato | Non disputato | Non disputato | Non disputato | Non disputato | Non disputato | Non disputato | Non disputato | Non disputato | A             | ND            | V             | Non disputato | Non disputato | Non disputato | Non disputato | Non disputato | Non disputato | Non disputato | Non disputato | Non disputato | Non disputato | Non disputato | Non disputato | Non disputato | Non disputato | Non disputato | Non disputato |             |             |             |
| International Tennis Championships of Colombia | Non disputato | Non disputato | Non disputato | Non disputato | Non disputato | Non disputato | Non disputato | A             | A             | A             | A             | 2T            | Non disputato | Non disputato | Non disputato | Non disputato | Non disputato | Non disputato | Non disputato | Non disputato | Non disputato | Non disputato | Non disputato | Non disputato | Non disputato | Non disputato | Non disputato | Non disputato |             |             |             |
| Brussels Indoor                                | Non disputato | Non disputato | Non disputato | A             | Non disputato | Non disputato | Non disputato | Non disputato | Non disputato | Non disputato | Non disputato | A             | V             | SF            | 2T            | A             | A             | A             | A             | A             | ND            | A             | A             | A             | Non disputato | Non disputato | Non disputato | Non disputato |             |             |             |
| ATP German Open                                | A             | A             | A             | A             | A             | A             | A             | A             | A             | A             | A             | A             | F             | QF            | A             | A             | A             | A             | A             | A             | QF            | A             | A             | A             | A             | A             | A             | A             |             |             |             |
| Monterrey Grand Prix                           | Non disputato | Non disputato | Non disputato | Non disputato | Non disputato | Non disputato | A             | A             | Non disputato | Non disputato | Non disputato | Non disputato | A             | V             | A             | Non disputato | Non disputato | Non disputato | Non disputato | Non disputato | Non disputato | Non disputato | Non disputato | Non disputato | Non disputato | Non disputato | Non disputato | Non disputato |             |             |             |
| Torneo                                         | 1970          | 1971          | 1972          | 1973          | 1974          | 1975          | 1976          | 1977          | 1977          | 1978          | 1979          | 1980          | 1981          | 1982          | 1983          | 1984          | 1985          | 1986          | 1987          | 1988          | 1989          | 1990          | 1991          | 1992          | 1993          | 1994          | 1995          | 1996          | Titoli      | V–S         | %V          |
| Milan Indoor                                   | ND            | ND            | ND            | A             | ND            | ND            | ND            | ND            | ND            | A             | A             | A             | A             | F             | A             | A             | A             | A             | A             | F             | A             | 1T            | A             | A             | A             | A             | A             | A             |             |             |             |
| Paine Webber Classic                           | Non disputato | Non disputato | Non disputato | Non disputato | Non disputato | Non disputato | Non disputato | Non disputato | Non disputato | Non disputato | Non disputato | Non disputato | Non disputato | Non disputato | Non disputato | Non disputato | F             | F             | Non disputato | Non disputato | Non disputato | Non disputato | Non disputato | Non disputato | Non disputato | Non disputato | Non disputato | Non disputato |             |             |             |
| Chicago Grand Prix                             | ND            | ND            | ND            | A             | A             | A             | Non disputato | Non disputato | Non disputato | Non disputato | Non disputato | Non disputato | Non disputato | Non disputato | Non disputato | Non disputato | F             | SF            | QF            | ND            | ND            | ND            | 1T            | Non disputato | Non disputato | Non disputato | Non disputato | Non disputato |             |             |             |
| Miami Masters                                  | Non disputato | Non disputato | Non disputato | Non disputato | Non disputato | Non disputato | Non disputato | Non disputato | Non disputato | Non disputato | Non disputato | Non disputato | Non disputato | Non disputato | Non disputato | Non disputato | A             | SF            | SF            | F             | 4T            | A             | 2T            | 3T            | 1T            | A             | A             | A             |             |             |             |
| Verizon Tennis Challenge                       | Non disputato | Non disputato | Non disputato | Non disputato | A             | A             | Non disputato | Non disputato | Non disputato | Non disputato | Non disputato | Non disputato | Non disputato | Non disputato | Non disputato | Non disputato | Non disputato | Non disputato | F             | 1T            | A             | A             | 1T            | QF            | QF            | 2T            | A             | 1T            |             |             |             |
| Japan Open Tennis Championships                | A             | A             | A             | A             | A             | A             | A             | A             | A             | A             | A             | A             | A             | A             | A             | A             | A             | A             | QF            | A             | A             | A             | 3T            | 2T            | A             | A             | A             | A             |             |             |             |
| Tel Aviv Open                                  | Non disputato | Non disputato | Non disputato | Non disputato | Non disputato | Non disputato | Non disputato | Non disputato | Non disputato | Non disputato | A             | A             | A             | ND            | A             | A             | A             | A             | SF            | A             | V             | A             | A             | 2T            | A             | A             | A             | A             |             |             |             |
| Indianapolis Tennis Championships              | Non disputato | Non disputato | Non disputato | Non disputato | Non disputato | Non disputato | Non disputato | Non disputato | Non disputato | Non disputato | Non disputato | Non disputato | Non disputato | Non disputato | Non disputato | Non disputato | Non disputato | Non disputato | Non disputato | 3T            | A             | A             | A             | QF            | A             | A             | A             | A             |             |             |             |
| Swiss Indoors                                  | A             | A             | A             | A             | A             | A             | A             | A             | A             | A             | A             | A             | A             | A             | A             | A             | A             | A             | A             | SF            | SF            | 1T            | SF            | A             | A             | A             | A             | A             |             |             |             |
| Grand Prix de Tennis de Toulouse               | Non disputato | Non disputato | Non disputato | Non disputato | Non disputato | Non disputato | Non disputato | Non disputato | Non disputato | Non disputato | Non disputato | Non disputato | Non disputato | A             | A             | A             | A             | A             | A             | V             | V             | 1T            | A             | A             | A             | A             | A             | A             |             |             |             |
| Eagle Classic                                  | Non disputato | Non disputato | Non disputato | Non disputato | Non disputato | Non disputato | Non disputato | Non disputato | Non disputato | Non disputato | Non disputato | Non disputato | Non disputato | Non disputato | Non disputato | Non disputato | Non disputato | A             | A             | A             | 1T            | ND            | ND            | 1T            | 1T            | A             | A             | A             |             |             |             |
| BMW Open                                       | A             | A             | ND            | A             | A             | A             | A             | A             | A             | A             | A             | A             | A             | A             | A             | A             | A             | A             | A             | A             | 2T            | A             | A             | A             | A             | A             | A             | A             |             |             |             |
| Waldbaum's Hamlet Cup                          | Non disputato | Non disputato | Non disputato | Non disputato | Non disputato | Non disputato | Non disputato | Non disputato | Non disputato | Non disputato | Non disputato | Non disputato | Non disputato | Non disputato | Non disputato | Non disputato | Non disputato | Non disputato | Non disputato | Non disputato | Non disputato | A             | QF            | 2T            | A             | A             | A             | A             |             |             |             |
| Grand Slam Cup                                 | Non disputato | Non disputato | Non disputato | Non disputato | Non disputato | Non disputato | Non disputato | Non disputato | Non disputato | Non disputato | Non disputato | Non disputato | Non disputato | Non disputato | Non disputato | Non disputato | Non disputato | Non disputato | Non disputato | Non disputato | Non disputato | A             | 1T            | A             | A             | A             | A             | A             |             |             |             |
| Vienna Open                                    | Non disputato | Non disputato | Non disputato | Non disputato | A             | ND            | A             | A             | A             | A             | A             | A             | A             | A             | A             | A             | A             | A             | A             | A             | A             | A             | A             | F             | A             | A             | A             | A             |             |             |             |
| European Community Championship                | Non disputato | Non disputato | Non disputato | Non disputato | Non disputato | Non disputato | Non disputato | Non disputato | Non disputato | Non disputato | Non disputato | Non disputato | Non disputato | Non disputato | Non disputato | Non disputato | Non disputato | Non disputato | Non disputato | Non disputato | Non disputato | Non disputato | Non disputato | 1T            | A             | ND            | A             | A             |             |             |             |
| International Tennis Championships             | Non disputato | Non disputato | Non disputato | Non disputato | Non disputato | Non disputato | Non disputato | Non disputato | Non disputato | Non disputato | Non disputato | Non disputato | Non disputato | Non disputato | Non disputato | Non disputato | Non disputato | Non disputato | Non disputato | Non disputato | Non disputato | Non disputato | Non disputato | Non disputato | 1T            | A             | A             | A             |             |             |             |
| Halle Open                                     | Non disputato | Non disputato | Non disputato | Non disputato | Non disputato | Non disputato | Non disputato | Non disputato | Non disputato | Non disputato | Non disputato | Non disputato | Non disputato | Non disputato | Non disputato | Non disputato | Non disputato | Non disputato | Non disputato | Non disputato | Non disputato | Non disputato | Non disputato | Non disputato | A             | A             | QF            | A             |             |             |             |
| Statistiche                                    |               |               |               |               |               |               |               |               |               |               |               |               |               |               |               |               |               |               |               |               |               |               |               |               |               |               |               |               |             |             |             |
| Tornei disputati                               | 4             | 11            | 28            | 25            | 21            | 19            | 21            | 21            | 21            | 16            | 19            | 21            | 17            | 18            | 15            | 22            | 16            | 15            | 17            | 13            | 15            | 3             | 14            | 16            | 5             | 3             | 2             | 1             | 399         | 399         | 399         |
| Titoli–Finali                                  | 0–0           | 0–2           | 6–9           | 11–14         | 15–17         | 9–15          | 13–15         | 8–15          | 8–15          | 10–12         | 8–12          | 6–8           | 4–6           | 7–11          | 4–5           | 5–7           | 0–2           | 0–4           | 0–3           | 2–4           | 2–2           | 0–0           | 0–0           | 0–0           | 0–0           | 0–0           | 0–0           | 0–0           | 109 / 164   | 109–55      | 67.07%      |
| Cemento V–S                                    | 5-3           | 17-7          | 31-8          | 55-2          | 34-1          | 25-1          | 20-3          | 15-1          | 15-1          | 18-1          | 33-3          | 17-3          | 26-4          | 36-3          | 25-5          | 30-4          | 18-6          | 25-7          | 33-10         | 29-6          | 25-6          | 0-2           | 13-7          | 15-10         | 3-3           | 0-1           | 0-1           | 0-0           | 547 / 660   | 547-113     | 82,88%      |
| Terra rossa V–S                                | 0-0           | 2-3           | 17-5          | 7-5           | 6-0           | 18-3          | 28-2          | 18-4          | 18-4          | 13-1          | 13-2          | 18-6          | 11-3          | 7-2           | 4-1           | 8-4           | 11-3          | 0-0           | 4-1           | 0-0           | 5-5           | 0-0           | 2-2           | 2-2           | 2-2           | 1-1           | 0-0           | 0-1           | 198 / 255   | 198-57      | 77,65%      |
| Erba V–S                                       | 0-1           | 1-1           | 10-3          | 13-4          | 27-2          | 14-3          | 9-1           | 7-1           | 7-1           | 12-1          | 5-1           | 5-1           | 5-1           | 13-0          | 9-1           | 10-2          | 5-2           | 5-2           | 10-2          | 5-2           | 1-1           | 0-0           | 2-1           | 0-1           | 0-0           | 0-0           | 2-1           | 0-0           | 170/ 204    | 170-34      | 83,47%      |
| Sintetico V–S                                  | 0-0           | 0-0           | 14-3          | 8-5           | 26-1          | 25-1          | 33-2          | 25-4          | 25-4          | 26-3          | 27-5          | 32-6          | 19-3          | 22-6          | 14-4          | 27-6          | 15-4          | 15-6          | 5-6           | 6-2           | 0-1           | 0-1           | 2-4           | 0-2           | 0-0           | 0-1           | 0-0           | 0-0           | 338 / 412   | 338-74      | 82,04       |
| Totale V–S                                     | 5–4           | 20–11         | 72–19         | 83–16         | 93–4          | 82–8          | 90–8          | 65–10         | 65–10         | 69–6          | 78–11         | 72–16         | 61–12         | 78–11         | 52–11         | 75–16         | 49–15         | 45–15         | 52-19         | 40–10         | 31–13         | 0–3           | 19–14         | 17–15         | 3–5           | 1–3           | 2–2           | 0–1           | 1253/1532   | 1253–279    | 81,79%      |
| % V–S                                          | 55,55         | 64,52         | 79,12         | 83,83         | 95,88         | 91,11         | 91,83         | 86,66         | 86,66         | 92,00         | 87,64         | 81,82         | 83,56         | 87,64         | 82,54         | 82,42         | 76,56         | 75,00         | 73,24         | 80,00         | 70,45         | 0%            | 57,57         | 53,12         | 37,50         | 25,00         | 50%           | 0%            |             |             |             |
| Ranking a fine anno                            | A             | A             | A             | 3             | 1             | 1             | 1             | 1             | 1             | 1             | 2             | 3             | 3             | 2             | 3             | 2             | 4             | 8             | 4             | 7             | 14            | 936           | 49            | 84            | 370           | 672           | 419           | 1300          | 8 641 040 $ | 8 641 040 $ | 8 641 040 $ |

### Record cumulativo annuale
| Anno | V-S      | Percentuale | Tornei | Titoli | Età |
| ---- | -------- | ----------- | ------ | ------ | --- |
| 1970 | 5-4      | 55,55%      | 4      | 0      | 18  |
| 1971 | 25-15    | 62,50%      | 15     | 0      | 19  |
| 1972 | 94-39    | 70,68%      | 43     | 6      | 20  |
| 1973 | 181-54   | 77,02%      | 68     | 17     | 21  |
| 1974 | 274-58   | 82,53%      | 89     | 32     | 22  |
| 1975 | 353-65   | 84,45%      | 108    | 41     | 23  |
| 1976 | 443-73   | 85,85%      | 129    | 54     | 24  |
| 1977 | 508-83   | 85,96%      | 150    | 62     | 25  |
| 1978 | 577-89   | 86,64%      | 166    | 72     | 26  |
| 1979 | 655-100  | 86,75%      | 185    | 80     | 27  |
| 1980 | 727-116  | 86,24%      | 206    | 86     | 28  |
| 1981 | 790-128  | 86,06%      | 223    | 90     | 29  |
| 1982 | 868-139  | 86,20%      | 241    | 97     | 30  |
| 1983 | 920-150  | 85,98%      | 256    | 101    | 31  |
| 1984 | 994-164  | 85,84%      | 278    | 104    | 32  |
| 1985 | 1043-179 | 85,35%      | 295    | 105    | 33  |
| 1986 | 1088-194 | 84,87%      | 310    | 105    | 34  |
| 1987 | 1140-213 | 84,26%      | 327    | 105    | 35  |
| 1988 | 1180-223 | 84,10%      | 340    | 107    | 36  |
| 1989 | 1211-236 | 83,69%      | 355    | 109    | 37  |
| 1990 | 1211-239 | 83,52%      | 358    | 109    | 38  |
| 1991 | 1230-253 | 82,94%      | 372    | 109    | 39  |
| 1992 | 1247-268 | 82,31%      | 388    | 109    | 40  |
| 1993 | 1250-273 | 82,07%      | 393    | 109    | 41  |
| 1994 | 1251-276 | 81,92%      | 396    | 109    | 42  |
| 1995 | 1253-278 | 81,84%      | 397    | 109    | 43  |
| 1996 | 1253-279 | 81,78%      | 399    | 109    | 44  |